# Мережевий підхід в маркетингу
Мережевий підхід в маркетингу заснований на маркетингу взаємин. Отримав найбільший теоретичний розвиток в рамках промислового маркетингу.
Мережевий підхід був розроблений групою дослідників, які займалися проблемами систем розподілу, процесів інтернаціоналізації промислових компаній і маркетингової взаємодії між організаціями. Поява теорії зобов'язана проведенню в середині 1970-х років в університеті Уппсали(Швеція) маркетингового дослідження щодо функціонування бізнес-ринків, згодом розвивалася в Європі.
Мережевий підхід базується на ідеї про те, що будь-яка організація функціонує в межах якоїсь певної мережі, що складається з, як правило, невеликого числа постачальників, покупців та інших контрагентів , званих суб'єктами мережі. Дані суб'єкти взаємодіють один з одним, утворюючи між собою мережу довгострокових взаємин і взаємозалежностей, що дозволяє їм контролювати і отримувати доступ до ресурсів один одного.
Відмінність мережевого підходу від класичного полягає в тому, що він спирається на поняття довіри, а не опортунізма. Тобто здатність і бажання суб'єктів довіряти один одному дозволяє їм знизити транзакційні витрати, пов'язані з необхідністю розкривати опортуністичні устремління конкурентів, як це передбачають класичні підходи.
Конкуренція в мережевому підході також постає в дещо іншому вигляді - у вигляді боротьби за ресурси в межах мережі. Тому однією з найважливіших категорій в теорії мереж виступає поняття мережевої позиції, яка нерозривно пов'язана з процесом стратегічного аналізу. Стратегія в даному випадку буде вибудовуватися відповідно до бажання того чи іншого суб'єкта змінити, захистити, дістати або позбутися від будь-якої мережевої позиції.
Що стосується стратегічного аналізу в мережевій теорії, то тут необхідно відзначити той факт, що мережевий підхід відкидає традиційне планування в тому вигляді, в якому ми звикли його бачити в класичній теорії, коли організація спочатку вивчає умови існування, а потім розробляє і здійснює конкретний план дій. Мережевий підхід передбачає, що організація в процесі щоденної взаємодії із собі подібними суб'єктами аналізує те, що відбувається, і, виходячи з цього, коригує свої дії.